# Réthey Lajos
Réthey Lajos, Réthei Prikkel Lajos András (Pest, 1860. szeptember 12. – Budapest, 1940. május 17.) színész.

## Életpályája
Réthei Prikkel János tisztviselő és Vaigl Janka (Waigel Johanna) fiaként született. Iskoláit a fővárosban végezte. Félévig jogászkodott, egy évig bölcselet-hallgató volt. 1884-ben végezte el a Színiakadémiát jeles eredménnyel és már növendék korában – a Várszínházban – méltó feltűnést keltett maga iránt. Első szerződése Feleky Miklóshoz kötötte, aki a budai Várszínházban működött. 17 évig oszlopos tagja volt Krecsányi Ignác legjelesebb ensemble-lal dicsekvő színigazgatónak. 1906-tól a Magyar Színháznál működött, ahol komoly ambícióval játszott, mint aki nem kenyérkeresetből, hanem hivatottságból szegődik a színpad szolgálatába. A legzajtalanabb magyar színész, aki valami megható aszketizmussal élte a régi színészvilág lelkiismeretét és egész szívét adta szerepébe.
Játéka mindig gondos, szerepét mindig átérezte, alakítása meg olyan, hogy azokkal még társai körében is feltűnést keltett. Réthey a maszknak nagymestere volt. Aprólékos gonddal, nagy tanulmánnyal, pompás stílusérzékkel, a naturalista művészet minden technikai fogásával elkészített maszkjai, parókái híresek voltak. 1921-ben a Renaissance Színház tagja volt. Az Országos Színészegyesületnek évekig egyik legbuzgóbb tanácsosa volt. 1929. augusztus 1-én nyugalomba vonult. Halálát szervi szívbaj okozta.

### Magánélete
Felesége Dinkovics Ilona volt, akivel 1898. május 2-án Budapesten, a Józsefvárosban kötött házasságot.

## Főbb színházi szerepei
- Titkár (Molnár Ferenc: A farkas)
- Csihás (Bíró Lajos: Sárga liliom)

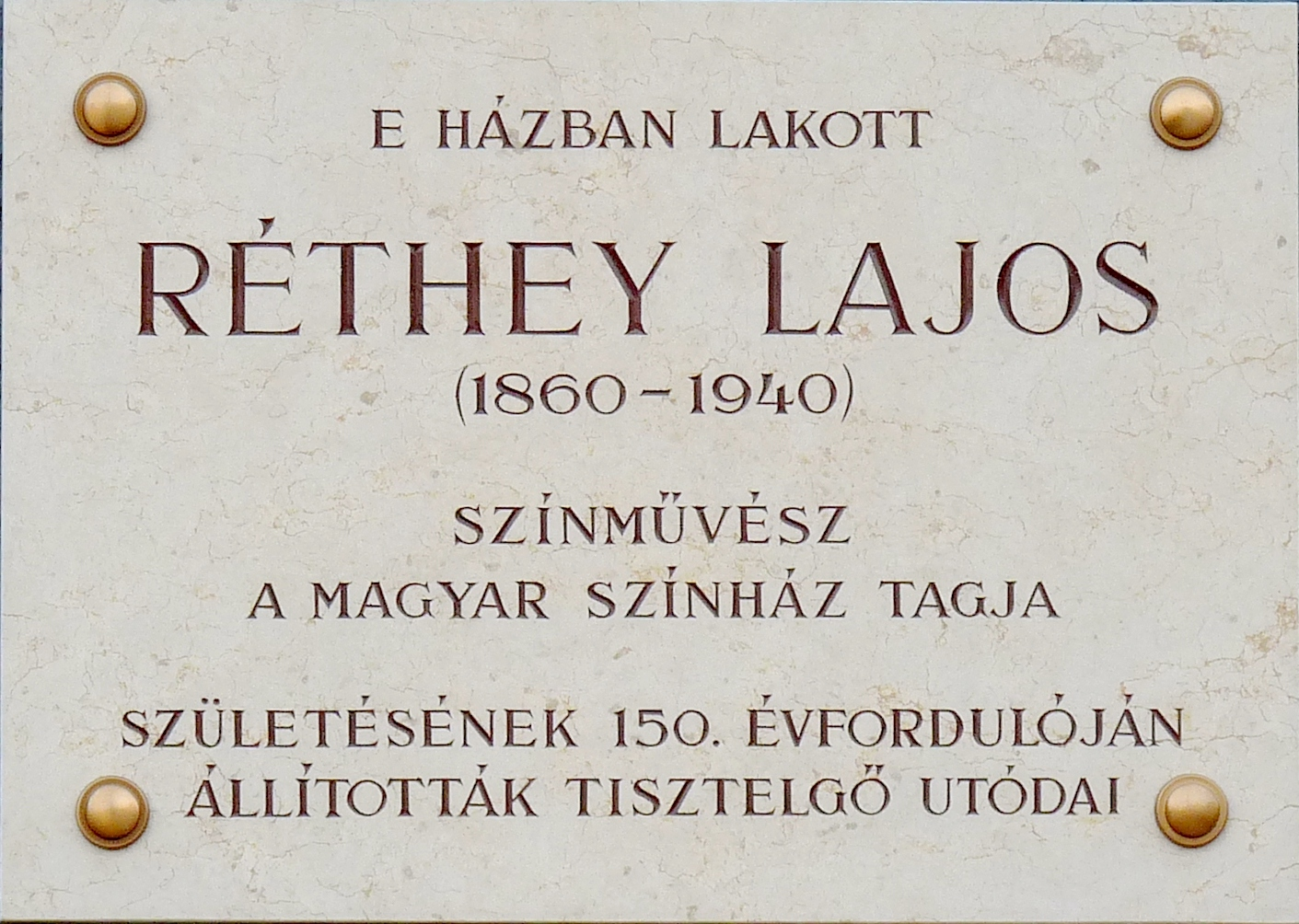
Emléktáblája egykori lakóházán a Budapest III. kerületi Bécsi út 88. szám alatt

- A cukor (Maeterlinck: A kék madár)
- Ferenc császár (Sasfiók)
- Avinov (Trojka)
- Varga Péter (Egy magyar nábob)
- Dr. Grive (Oroszország)
- Zomotor Dömötör (Szabin nők elrablása)

## Filmszerepei
- Nővérek (1912)
- Az ezüst kecske (1916) – professzor
- Halálcsengő (1917) – lengyel zsidó
- A kuruzsló (1917)
- A szentjóbi erdő titka (1917) – lakáj
- A vörös Sámson (1917)
- Fekete gyémántok I–II. (1917)
- A senki fia (1917) – nagykövet
- Radmirov Katalin (1917) – Pavlov, parasztapostol
- Az impresszárió (1917) – impresszárió
- Halálítélet (1917) – Arnold, a bank könyvelője
- "99" (1918)
- Júdás (1918) – Thomas
- A skorpió I–II. (1918)
- A napraforgós hölgy (1918)
- Liliom (1919) – befejezetlen
- Az ördög (1918) – András, János inasa
- Az igazság útja (1919) – lelkész
- A lélekidomár I–II. (1920) – Lys Blanc gróf
- Névtelen vár I–II. (1920)
- Egy kalandor naplója (1920) – Maubert báró
- Drakula halála (1921) – egy álorvos
- Olavi (1922)
- Meseország / A szív rejtelmei (1922) – Halál
- Egri csillagok (1923) – Bálint pap
- Egy dollár (1933) – Bagger, uzsorás
- A vén gazember (1924) – filmterv
- Az elhagyottak (1925)
- Az ördög mátkája (1926) – plébános
- A csárdáskirálynő (1927)
- Mária nővér (1928)